# Sân vận động MetLife
Sân vận động MetLife (tiếng Anh: MetLife Stadium) là một sân vận động tại Khu liên hợp thể thao Meadowlands ở East Rutherford, New Jersey, cách Thành phố New York 5 dặm (8 km) về phía Tây.
Được khánh thành vào năm 2010 để thay thế Sân vận động Giants, đây là sân nhà của New York Giants và New York Jets thuộc National Football League (NFL). Sân vận động thuộc sở hữu của Công ty Sân vận động MetLife, một liên doanh của Giants và Jets, vốn tư nhân tài trợ cho việc xây dựng địa điểm trên vùng đất thuộc Cơ quan Triển lãm và Thể thao New Jersey. Với chi phí xấp xỉ 1,6 tỷ đô la, vào thời điểm hoàn thành, đây là sân vận động đắt nhất từng được xây dựng ở Hoa Kỳ.
Sân vận động MetLife là một trong hai sân vận động NFL duy nhất được chia sẻ bởi hai câu lạc bộ. Sân vận động SoFi ở Inglewood, California, là sân nhà của Los Angeles Rams và Los Angeles Chargers, là sân vận động còn lại. Crypto.com Arena ở Los Angeles, nơi là sân nhà của Clippers và Lakers của Giải bóng rổ Nhà nghề Mỹ (NBA), là cơ sở duy nhất khác hiện được sử dụng làm sân nhà của hai đội từ cùng một giải đấu thể thao ở Hoa Kỳ. Ngoài ra, sân là công trình thứ tư trong khu vực đô thị New York là sân nhà của nhiều đội từ cùng một giải đấu thể thao, sau Polo Grounds, nơi là sân nhà của các đội bóng chày Giants và Yankees từ năm 1913 đến năm 1922, và Sân vận động Shea, nơi là sân nhà của Yankees và Mets trong các mùa giải 1974 và 1975 và của Giants và Jets vào năm 1975.

## Thiết kế
Các kiến trúc sư được giao nhiệm vụ thiết kế một sân vận động trung lập vẫn sẽ thể hiện tính cách riêng biệt của cả hai nhượng quyền. Giants ưa thích một cái nhìn truyền thống về khung thép lộ ra và đá mộc mạc trong khi Jets muốn có một kiểu dáng đẹp và hiện đại nổi bật bởi kim loại và thủy tinh. Với những đặc điểm đó, các nhà thiết kế đã sử dụng cột/tháp động nhìn thấy trong nhiều tòa nhà chọc trời của Manhattan làm nguồn cảm hứng cho thiết kế của sân vận động.
Nền của mặt tiền sân vận động được ốp bằng đá vôi trong khi phần còn lại của sân vận động được phân biệt bằng lớp vỏ ngoài bằng nhôm và cửa chớp và bởi ánh sáng bên trong có khả năng chuyển đổi màu sắc, tùy thuộc vào đội nào hiện đang chơi màu xanh lam cho Giants và màu xanh lá cây cho Jets. Ý tưởng này bắt nguồn từ Allianz Arena ở München, Đức; mà trước đây đã được chia sẻ giữa hai câu lạc bộ bóng đá lớn của thành phố, Bayern München và 1860 München. Không giống như Sân vận động Giants, Sân vận động MetLife có thể dễ dàng được cấu hình lại cho Giants hoặc Jets trong vòng vài giờ. tổng chiều dài tuyến tính các cửa chớp là chính xác 50.000 mét (50 km) hoặc 163.681 feet (31,1 dặm).
Hàng ghế đầu 50 yard cách hàng lề 46 feet (14 m), đó là khoảng cách ngắn nhất trong tất cả các sân vận động NFL. Để thay đổi trang trí hiện trường, hai phi hành đoàn 4 người mất khoảng 18 giờ sử dụng xe nâng và các máy móc khác để loại bỏ 40 phần của Act Global UBU Speed Series tạo nên các endzones tương ứng của các đội. Không giống như hầu hết các sân vận động NFL, logo của NFL được vẽ ở giữa sân, thay vì logo của một trong các đội, cũng rút ngắn thời gian chuyển tiếp. Logo đội bóng có thể thay thế ở hàng tiền vệ đã được gỡ bỏ vào tháng 8 năm 2010, sau khi Domenik Hixon rách dây chằng chéo trước của anh tại một buổi luyện tập tại sân vận động trong trại huấn luyện. Nếu hai đội chơi với nhau, đội chủ nhà được chỉ định sẽ có cấu hình xung quanh sân vận động, ngoại trừ các khu vực kết thúc. Mỗi đội sẽ có một vùng kết thúc với logo đội của họ.
Không giống như một số địa điểm NFL mới khác, Sân vận động MetLife không có mái che, vì các đề xuất bao gồm một mái che đã thất bại, vì tranh chấp tài trợ. Do đó, các sự kiện trong nhà như Final Four không thể được tổ chức tại cơ sở, diễn ra trái ngược với mục tiêu ban đầu cho một đấu trường mới ở phía bắc New Jersey.
Mười giá treo đèn phát sáng (LED) khổng lồ tiêu chuẩn HD, được đặt ở các lối vào phía bắc, nam, đông và tây, hiển thị các video của đội hiện đang ở trong sân. Các giá treo có chiều cao khoảng 54 feet (16 m) rộng 20 feet (6,1 m). Bên trong, là bốn màn hình video HD 30 feet (9,1 m) x 116 feet (35 m) và treo ở mỗi góc của tầng trên.
Hàng ghế sân vận động mới được bố trí tương tự như sân vận động Giants và có chỗ ngồi cho 82.500 người, bao gồm 10.005 ghế câu lạc bộ và khoảng 218 phòng hạng sang, biến sân thành sân vận động NFL lớn nhất về tổng số chỗ ngồi. Chỗ ngồi cũng được cào theo cách loại bỏ các phần nhô ra khỏi các tầng trên có thể cản trở tầm nhìn và cho phép người hâm mộ nhìn thấy toàn bộ cung của một chiếc punt 90 feet (30 yd).
| Khán đài thấp | Khán đài giữa | Khán đài cao |
| ------------- | ------------- | ------------ |
| 33.346        | 21.323        | 27.897       |

Sân vận động MetLife bao gồm tổng cộng bốn phòng thay đồ: mỗi phòng dành cho Giants và Jets, cũng như hai phòng dành cho các đội khách. Các đội chủ nhà có phòng thay đồ ở phía đối diện của sân vận động với phòng thay đồ của đội khách liền kề với nó. Trong hầu hết các ngày có trận đấu, đội khách truy cập sử dụng phòng thay đồ ở cuối đối diện với đội chủ nhà trong khi phòng thay đồ của khách không sử dụng được sử dụng cho sự lan tỏa của đội chủ nhà. Đối với các trận đấu mà cả Giants hoặc Jets đang chơi, mỗi đội sử dụng một trong các phòng thay đồ của đội khách. Khi Giants và Jets chơi với nhau, mỗi đội sử dụng phòng thay đồ riêng cộng với phòng của đội khách liền kề để lan tỏa.
Vào năm 2012, DLR Group đã hợp tác với NRG Energy để thiết kế và lắp đặt "Vòng năng lượng mặt trời" ở vành trên của Sân vận động MetLife. Vòng năng lượng mặt trời bao gồm 1.350 tấm pin mặt trời tích hợp quang điện (BIPV) được lắp ráp thành 47 khung riêng lẻ. Các bảng BIPV được chiếu sáng bằng đèn LED và được lập trình để hiển thị màu xanh lam và xanh lục đặc trưng của Giants và Jets cùng với các màu sắc khác cho các sự kiện như buổi hòa nhạc, trận đấu bóng đá và thể thao đại học. Các tấm pin tạo ra khoảng 350 KW, gần gấp 25 lần lượng điện thực sự cần thiết để cung cấp năng lượng cho hệ thống màn hình LED. Năng lượng dư thừa được tạo ra có thể đi vào sử dụng sân vận động chung hoặc trở lại lưới điện.

## Lịch sử
Khi Sân vận động Giants gần 30 năm tuổi, sân đã trở thành một trong những sân vận động cũ trong NFL. Jets, từng là đội thuê sân tại sân vận động, đã tìm cách xây dựng sân vận động của riêng họ ở Manhattan, như sân vận động West Side được đề xuất. Ban đầu dự định là sân vận động chính 85.000 chỗ ngồi để đấu thầu Thế vận hội Mùa hè 2012 của New York, sân được thiết kế để thu nhỏ xuống còn 75.000 chỗ ngồi cho Jets. Tuy nhiên, Sân vận động West Side sẽ yêu cầu tài trợ công cộng đáng kể; tiến độ đã bị dừng lại vào năm 2005 do sự phản đối của một số nguồn, bao gồm cả Cablevision. Jets sau đó đã liên doanh với Giants để xây dựng một sân vận động mới, trong đó hai đội sẽ là đối tác bình đẳng.

## Thỏa thuận kỹ thuật

### Điều khoản cho thuê

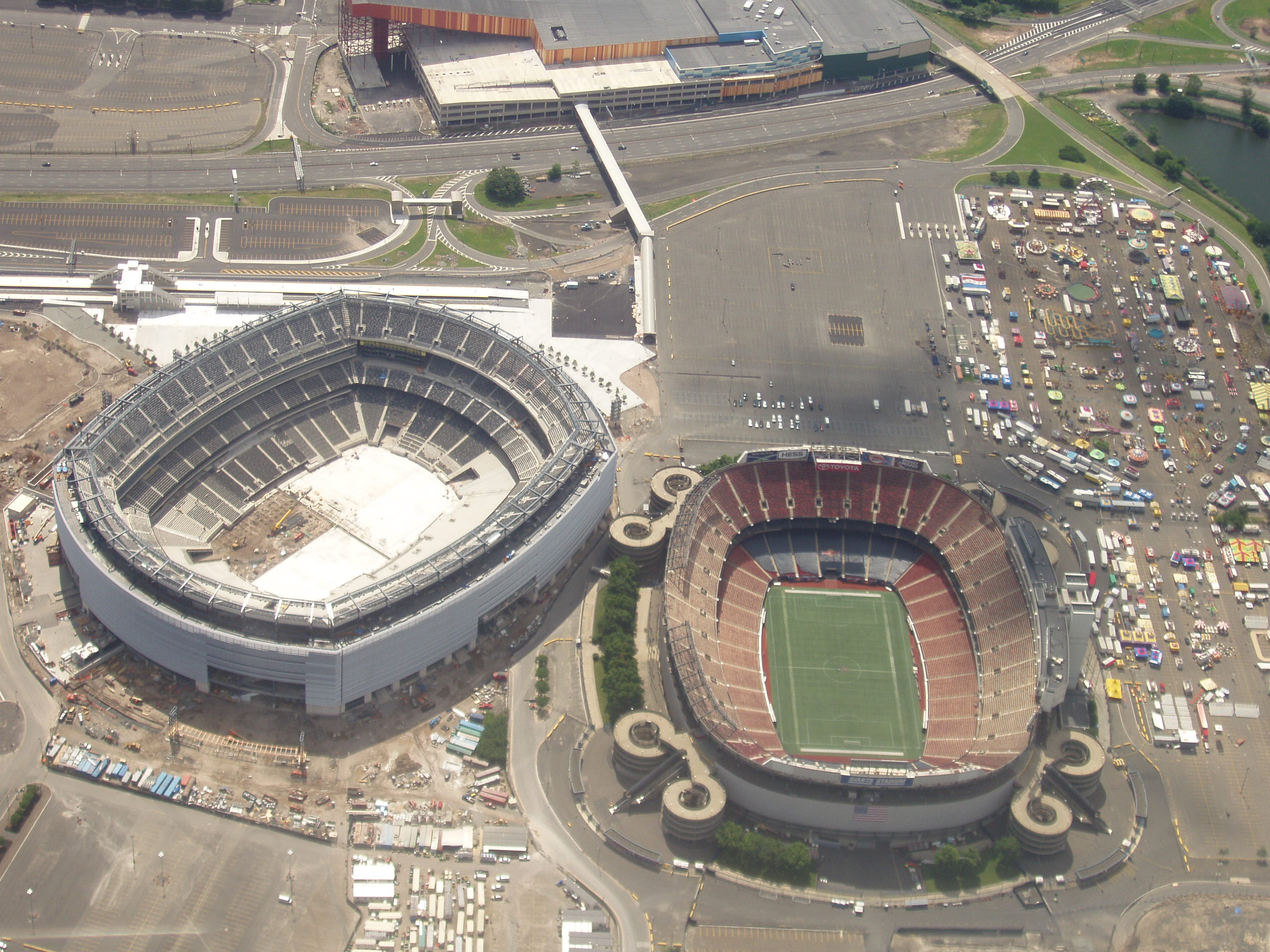
Quang cảnh Sân vận động MetLife (đang xây dựng) và Sân vận động Giants (bên phải) vào tháng 7 năm 2009

Hai đội đã thành lập Công ty Sân vận động New Meadowlands, LLC (nay là Công ty Sân vận động MetLife), một liên doanh 50/50, để xây dựng và vận hành sân vận động. Hai đội đã thuê mảnh đất mà sân vận động là trụ sở của NJSEA trong thời hạn 25 năm, với các tùy chọn để gia hạn, cuối cùng có thể lên tới 97 năm. Sau năm thứ 15 của hợp đồng thuê, và cứ sau năm năm; một trong hai đội có thể chọn không tham gia hợp đồng thuê sau khi thông báo cho tiểu bang 12 tháng. Cơ hội chọn không tham gia đầu tiên như vậy sẽ xảy ra vào năm 2025 với năm thông báo là 2024. Sau đó sẽ có cơ hội chọn không tham gia vào các năm 2030, 2035, 2040, v.v. Tuy nhiên, nếu một đội rời đến sân vận động mới, nhóm khác sẽ phải ở lại trong phần còn lại của hợp đồng thuê. Tuy nhiên, chi phí xây dựng và di dời đến một sân vận động cao khiến điều đó rất khó xảy ra. Các đội cũng nhận được doanh thu đậu xe từ các bãi đậu xe phía tây của Meadowlands quanh năm, ngay cả khi không có sự kiện nào tại sân vận động (điều này sẽ xảy ra khi các phần khác của Meadowlands tổ chức các sự kiện).

### Quyền đặt tên
Allianz, một công ty dịch vụ tài chính và bảo hiểm có trụ sở tại München, Đức, bày tỏ quan tâm đến việc mua quyền đặt tên cho sân vận động. Đề xuất kéo dài tới 30 năm và được ước tính trị giá từ 20 triệu đến 30 triệu đô la Mỹ. Tuy nhiên, nó đã gây ra các cuộc phản đối từ cộng đồng người Do Thái tại New York (lớn nhất bên ngoài Israel) và Liên đoàn Chống phỉ báng, phản đối động thái này do mối quan hệ chặt chẽ trong quá khứ giữa Allianz và chính phủ Đức Quốc Xã trong Chiến tranh thế giới thứ hai. Tuy nhiên, Giáo sĩ Jay Rosenbaum, tổng thư ký của Hội đồng Giáo sĩ Bắc Mỹ, đồng ý rằng mặc dù sự nhạy cảm của những người sống sót là điều dễ hiểu, nhưng một thỏa thuận đặt tên là hợp pháp. Ông nói: "Tôi nhận thấy Allianz là người dễ tiếp thu, nhạy cảm và là một người bạn của người Do Thái ngày nay. Allianz tài trợ địa điểm lấy cảm hứng từ công nghệ đổi màu cho Sân vận động MetLife: Allianz Arena ở München. Không đạt được thỏa thuận nào và các cuộc đàm phán giữa Allianz và các đội kết thúc vào ngày 12 tháng 9 năm 2008.
Vào ngày 27 tháng 6 năm 2011, có thông tin rằng công ty bảo hiểm MetLife có trụ sở tại Thành phố New York đã tham gia thảo luận để mua quyền đặt tên cho sân vận động. Tên mới, Sân vận động MetLife, trở thành chính thức khi tất cả các bên ký hợp đồng 25 năm vào ngày 23 tháng 8.

### Thỏa thuận EPA

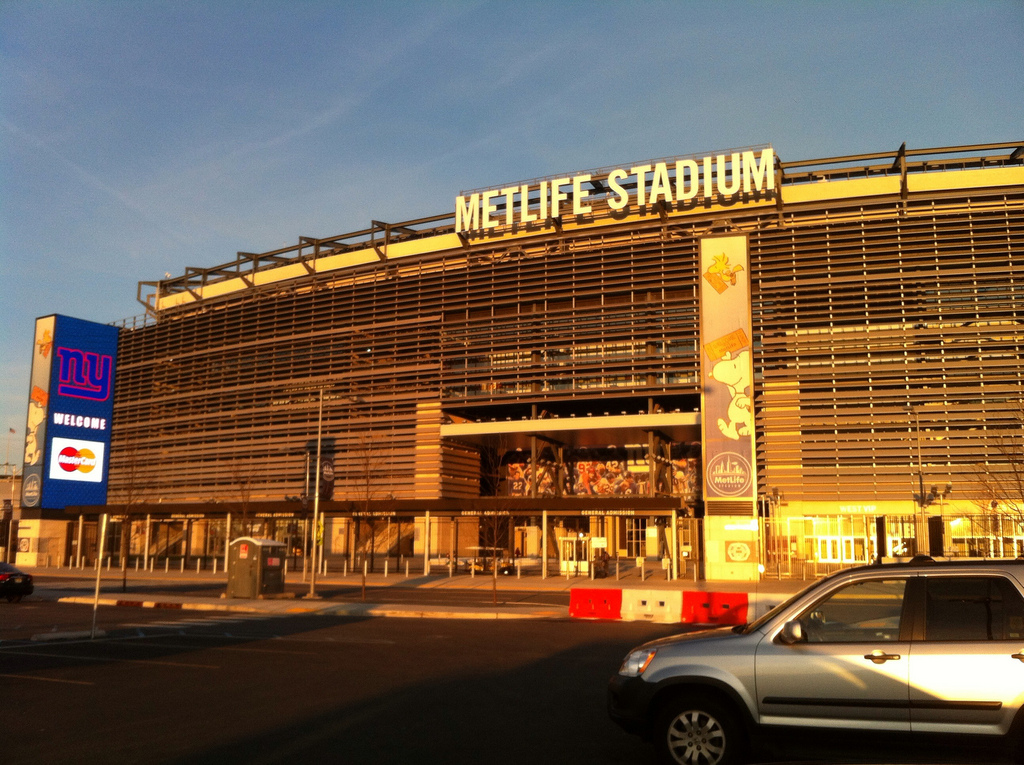
Bên ngoài Sân vận động MetLife, được định cấu hình cho trận đấu của Giants

Vào tháng 6 năm 2009, Tập đoàn Sân vận động New Meadowlands và EPA đã ký một biên bản ghi nhớ vạch ra kế hoạch kết hợp các vật liệu và thực tiễn thân thiện với môi trường vào việc xây dựng và vận hành Sân vận động MetLife. Thỏa thuận này bao gồm các chiến lược nhằm giảm thiểu ô nhiễm không khí, tiết kiệm nước và năng lượng, cải thiện quản lý chất thải và giảm tác động môi trường của việc xây dựng. Mục tiêu của thỏa thuận là giảm phát thải gần 1,68 triệu tấn carbon dioxide trong quá trình xây dựng sân vận động và năm đầu tiên hoạt động. Theo thỏa thuận này, việc xây dựng sân vận động phải sử dụng khoảng 40.000 tấn thép tái chế, 20.000 tấn thép tái chế từ Sân vận động Giants, lắp đặt chỗ ngồi làm từ nhựa tái chế và sắt vụn, đồng thời giảm ô nhiễm không khí từ các phương tiện xây dựng bằng cách sử dụng nhiên liệu diesel sạch hơn, động cơ diesel bộ lọc và giảm thiểu thời gian không tải của động cơ. Các mục tiêu khác của thỏa thuận này bao gồm cung cấp các phương án vận chuyển công cộng cho người hâm mộ và thay thế các loại đĩa, cốc và vật dụng nhượng quyền truyền thống bằng các vật dụng thay thế có thể phân hủy được. Tập đoàn Sân vận động New Meadowlands phải báo cáo tiến độ về các mục tiêu của mình cho EPA sáu tháng một lần. Dựa trên các báo cáo, EPA đã tuyên bố nó sẽ định lượng lợi ích của các nỗ lực môi trường của địa điểm.

## Khả năng tiếp cận và giao thông

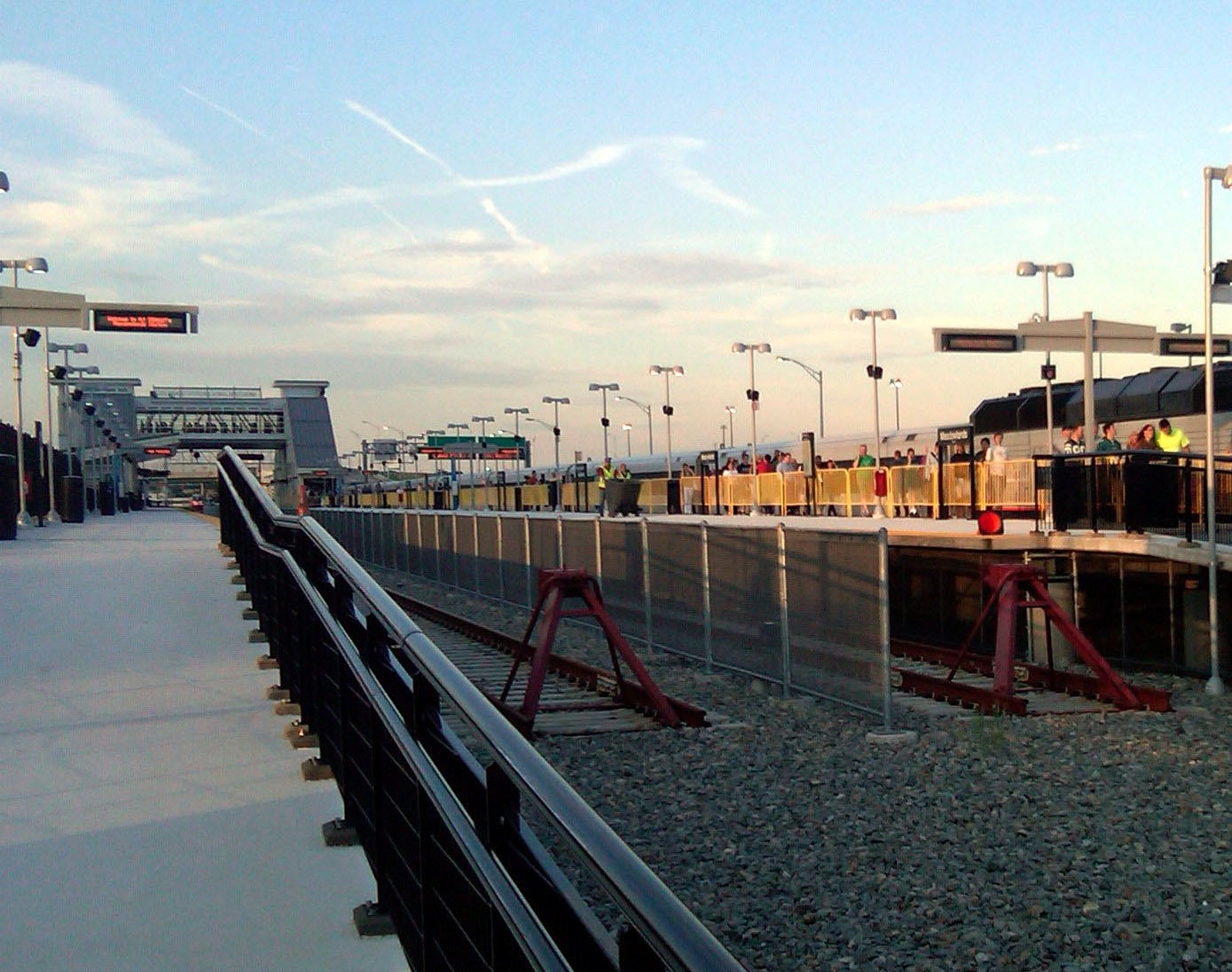
Ga Meadowlands cung cấp dịch vụ đường sắt vận chuyển New Jersey đến Sân vận động MetLife vào những ngày thi đấu

Có thể đến Sân vận động MetLife bằng ô tô qua Lối ra 16W ở phía tây của New Jersey Turnpike (I-95) và cũng nằm tiếp giáp với NJ Route 3 và NJ Route 120.
Coach USA cung cấp dịch vụ Xe buýt tốc hành 351 Meadowlands giữa Sân vận động MetLife và Bến xe buýt Port Authority. New Jersey Transit cung cấp dịch vụ Xe buýt 353 cho các sự kiện chọn lọc giữa Sân vận động MetLife và Giao lộ Secaucus.
Tuyến Đường sắt Meadowlands hoạt động vào những ngày diễn ra sự kiện giữa ga Meadowlands và Nhà ga Hoboken qua Giao lộ Secaucus, nơi có dịch vụ kết nối đến Ga Pennsylvania (Thành phố New York), Ga Pennsylvania (Newark) và các hoạt động đường sắt Transit khác của New Jersey. Tuyến đường mở cửa cho công chúng vào ngày 26 tháng 7 năm 2009.

## Giải thưởng và giấy chứng nhận
Năm 2009, Sân vận động MetLife được Cơ quan Bảo vệ Môi trường (EPA) đặt tên là "Sân vận động sạch nhất" trong NFL.
Vào tháng 7 năm 2017, Sân vận động MetLife được Hội nghị thượng đỉnh kinh doanh sân vận động đặt tên là "Địa điểm của năm". Giải thưởng được trao cho sân vận động, đấu trường hoặc địa điểm thể thao tốt nhất thế giới, xứng đáng được công nhận cho một màn trình diễn xuất sắc trong khoảng thời gian 12 tháng.

## Sự kiện đáng chú ý

### Lần đầu tiên và những khoảnh khắc đáng chú ý

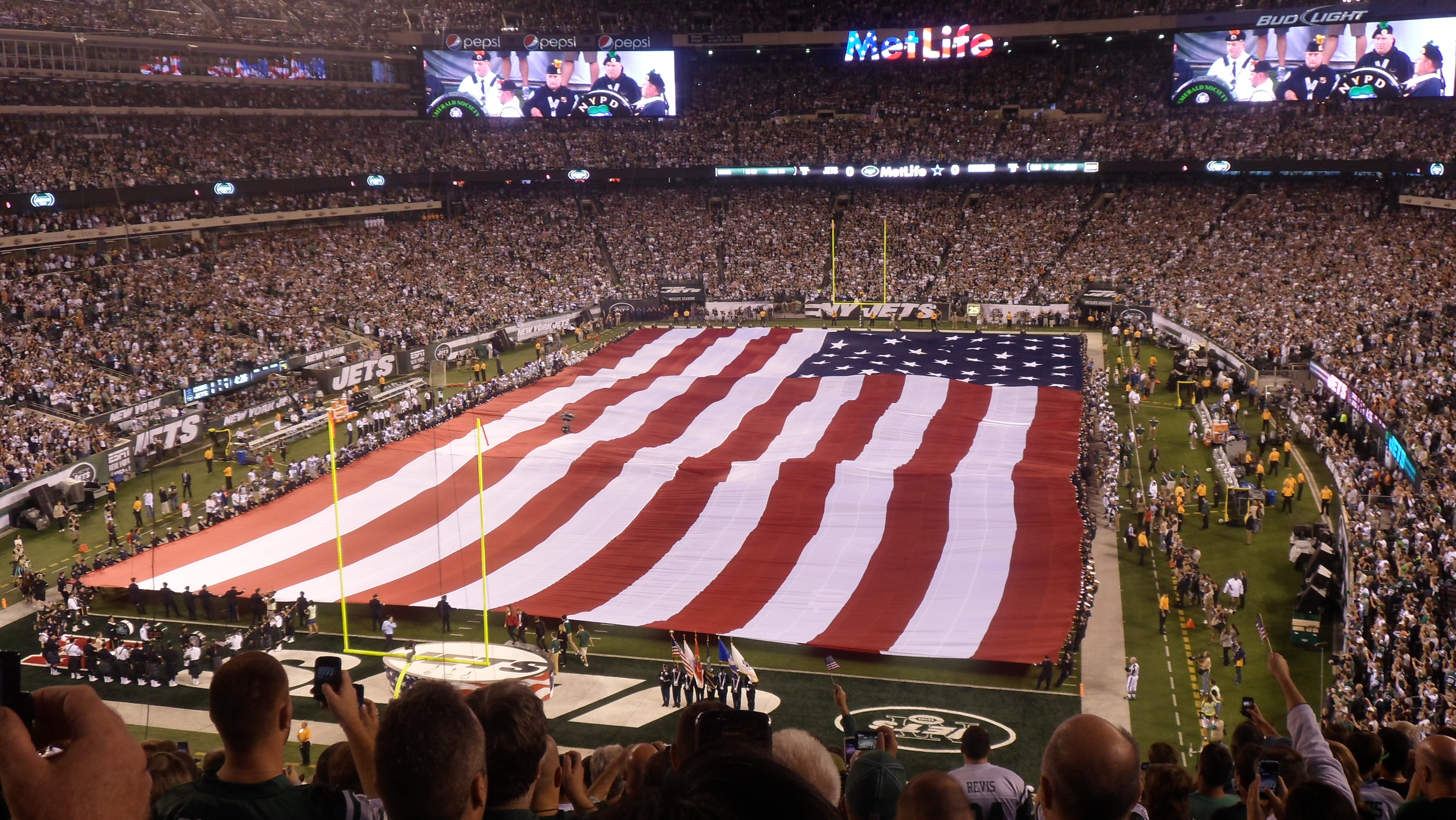
Lễ khai mạc trước trận đấu Jets-Cowboys vào ngày 11 tháng 9 năm 2011

- Sự kiện đầu tiên tại sân vận động là sự kiện bóng vợt Big City Classic, được tổ chức vào ngày 10 tháng 4 năm 2010.[4]
- 12 tháng 9 năm 2010: Giants tổ chức trận đấu mùa giải NFL đầu tiên trong lịch sử của sân vận động với Carolina Panthers, giành chiến thắng 31–18.[39]
- 13 tháng 9 năm 2010: Jets chơi trận đầu tiên tại sân vận động, gặp Baltimore Ravens trong Monday Night Football, thua 10–9.[40]
- 14 tháng 11 năm 2010: Sân vận động bị mất điện hai lần trong trận đấu giữa Giants và Dallas Cowboys. Trận đấu bị hoãn khoảng 25 phút.[41]
- 19 tháng 12 năm 2010: Philadelphia Eagles có màn lội ngược dòng trước Giants trong trận đấu đã được gọi là Phép màu tại New Meadowlands, trở lại sau khi bị dẫn trước 31–10 với khoảng tám phút trong hiệp 4 để giành chiến thắng 38–31, được ấn định bởi trò chơi thắng cuộc của DeSean Jackson trở lại khi hết thời gian.
- 11 tháng 9 năm 2011: Nhân kỷ niệm 10 năm Sự kiện 11 tháng 9, một buổi lễ được tổ chức trước trận đấu giữa Jets và Dallas Cowboys để vinh danh các nạn nhân của vụ tấn công.[42] Jets đánh bại Cowboys 27–24.[43]
- 24 tháng 12 năm 2011: Đội khách Giants đánh bại đội chủ nhà Jets 29–14 trong trận đấu thường kỳ lớn nhất mùa giải giữa hai đội New York trong những năm gần đây, do những tác động sau mùa giải đối với cả hai bên. Victor Cruz đã mở ra một trận đấu chặt chẽ với một pha tiếp bóng chạm ngưỡng 99 yard. Chiến thắng giúp đưa Giants vào vòng loại trực tiếp đồng thời góp phần đáng kể vào việc loại bỏ Jets khỏi diện mạo sau mùa giải.[44]
- 8 tháng 1 năm 2012: Sân vận động MetLife tổ chức trận playoff NFL đầu tiên của mình, với việc Giants đánh bại Atlanta Falcons với tỷ số 24–2 trong trận đấu NFC Wild Card,[45] trên đường đến chức vô địch Super Bowl XLVI của họ.
- 22 tháng 11 năm 2012: Trong trận thua 49–19 trước New England Patriots vào Lễ Tạ ơn, tiền vệ Mark Sanchez của Jets chạy vào phía sau của đồng đội Brandon Moore, lóng ngóng bóng và dẫn đến một cú chạm bóng của Patriots, trong một vở kịch nổi tiếng được mệnh danh là "Mông lung tung".
- 23 tháng 11 năm 2014: Trong trận thua 31–28 trước Dallas Cowboys trong Sunday Night Football, người bắt bóng rộng rãi của Giants, Odell Beckham Jr. đã bắt được cú chạm bóng một tay dài 43 yard từ Eli Manning vào đầu hiệp hai. Cú bắt bóng, hoàn thành chỉ bằng ba ngón tay trong khi Beckham bị cản trở, đã được Cris Collinsworth, Tony Dungy, Victor Cruz và LeBron James ca ngợi là cú bắt bóng hay nhất mọi thời đại.[46][47][48][49][50]
- 16 tháng 11 năm 2019: Ithaca College Bombers đánh bại Cortland State Red Dragons 32–20 để bảo vệ danh hiệu Cortaca Jug.
- 9 tháng 2 năm 2020: New York Guardians của XFL chơi trận đầu tiên tại Sân vận động MetLife gặp Tampa Bay Vipers, giành chiến thắng 23–3 trước 17.634 người hâm mộ.[51]

### Super Bowl XLVIII

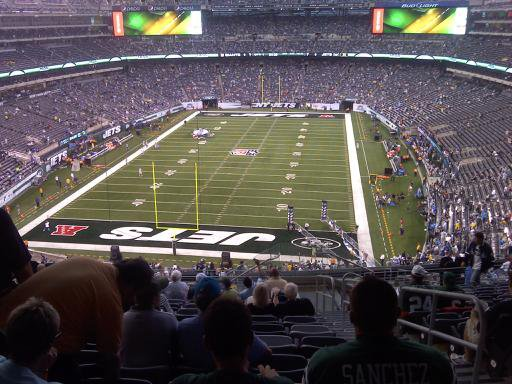
Bên trong sân vận động MetLife trong trận đấu tiền mùa giải đầu tiên được tổ chức ở đó, giữa Giants và Jets vào ngày 16 tháng 8 năm 2010

Vào ngày 25 tháng 5 năm 2010, đã có thông báo rằng Super Bowl XLVIII đã được trao cho sân vận động, lần đầu tiên một trận Super Bowl sẽ được tổ chức ở khu vực đô thị New York và lần đầu tiên là một sân vận động không có mái che trong thời tiết lạnh giá thành phố sẽ tổ chức nó.
Seattle Seahawks đã đánh bại Denver Broncos 43–8 để giành chức vô địch Super Bowl đầu tiên của họ, khi Sân vận động MetLife tổ chức Super Bowl XLVIII vào ngày 2 tháng 2 năm 2014. Thông thường, Super Bowl phải được tổ chức trong các sân vận động được kiểm soát khí hậu trong nhà nếu chúng được tổ chức ở một thành phố có nhiệt độ trung bình thấp hơn 50 °F (10 °C). Tuy nhiên, ủy viên NFL Roger Goodell đã từ bỏ yêu cầu này và cho phép Sân vận động MetLife bỏ phiếu vì "tình huống duy nhất, chỉ một lần dựa trên cơ hội để kỷ niệm sân vận động mới cũng như di sản và lịch sử vĩ đại của NFL ở vùng New York" . Nhiệt độ lúc khởi tranh là 49 °F (9 °C), khiến nó chỉ là trận Super Bowl lạnh thứ ba được ghi nhận.

### WrestleMania

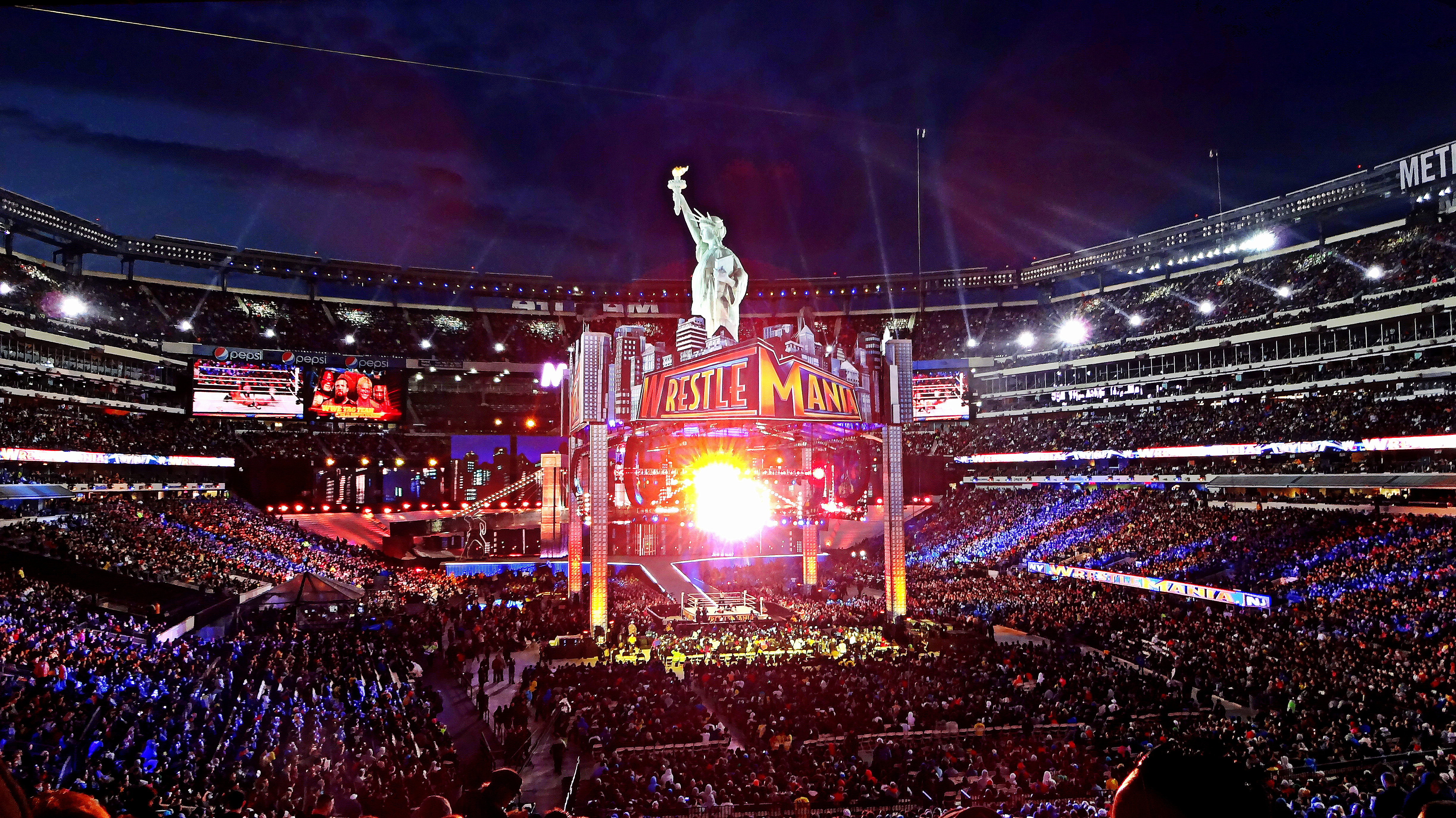
Sân vận động MetLife trong WrestleMania 29

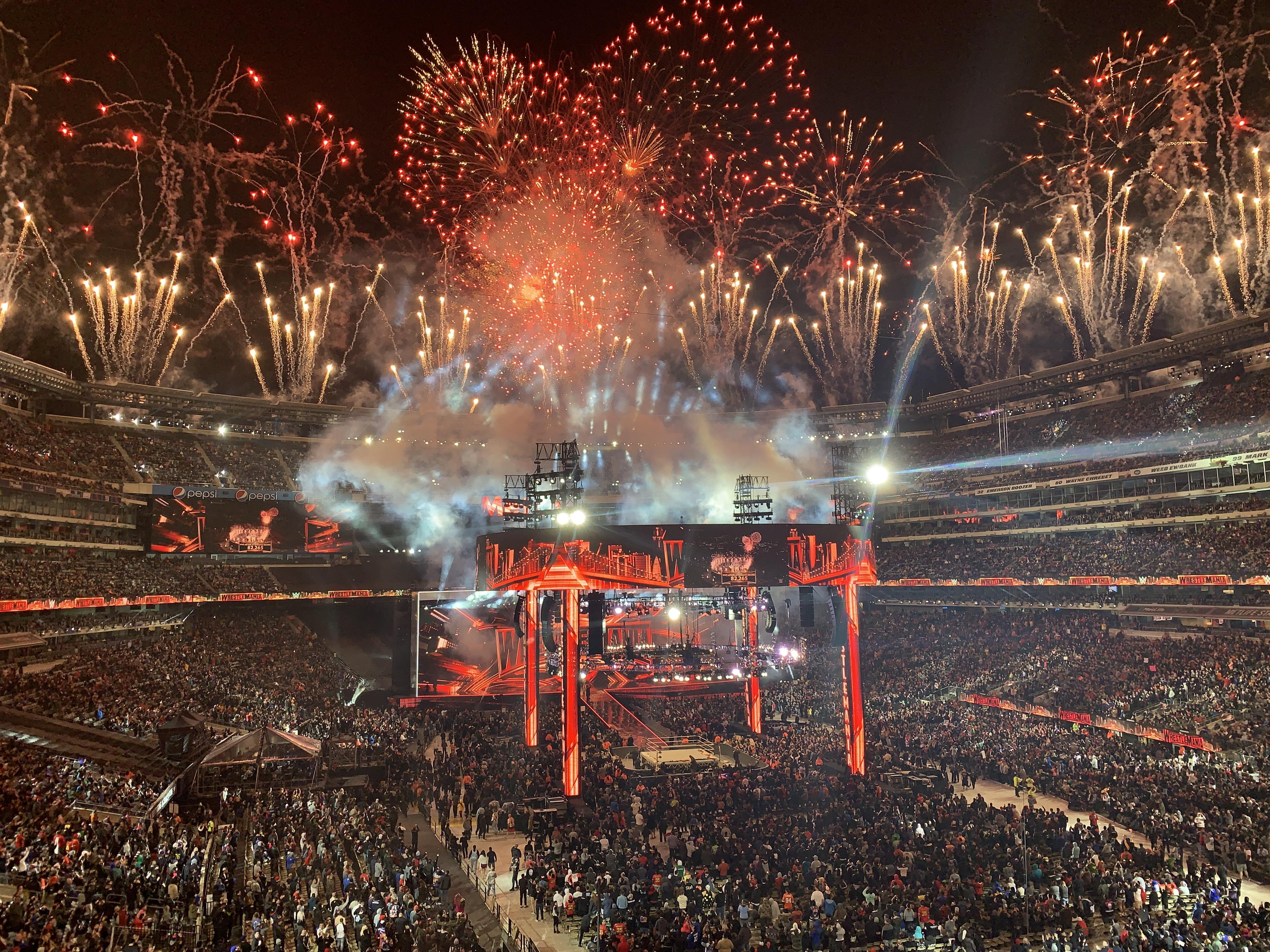
Sân vận động MetLife trong WrestleMania 35

Sân vận động MetLife đã hai lần tổ chức WrestleMania — sự kiện pay-per-view hàng đầu của chương trình quảng bá đấu vật chuyên nghiệp WWE. WrestleMania 29 được tổ chức tại Sân vận động MetLife vào ngày 7 tháng 4 năm 2013. Với 80.676 khán giả, đây là sự kiện có số lượng khán giả nhiều thứ ba trong lịch sử WWE, và là sự kiện có doanh thu cao nhất trong lịch sử WWE với 12,3 triệu đô la. Sáu năm sau, Sân vận động MetLife tổ chức WrestleMania 35 vào ngày 7 tháng 4 năm 2019, vượt qua WrestleMania 29 với số lượng khán giả là 82.265 người và doanh thu là 16,9 triệu đô la.

### Bóng đá quốc tế
Sân vận động MetLife cũng được thiết kế cho bóng đá. Để chuẩn bị cho một trận đấu, sân vận động sử dụng chỗ ngồi có thể thu vào ở các góc sân để vừa với sân bóng được FIFA chấp thuận. Cùng với việc được ghi nhận là cung cấp các đường ngắm đặc biệt, điều này đã cho phép sân vận động tổ chức một số trận đấu quốc tế lớn.
Trận đấu giao hữu quốc tế đầu tiên là giữa México và Ecuador vào ngày 7 tháng 5 năm 2010 trước sự chứng kiến của 77.507 người hâm mộ. Sân vận động đã tổ chức một trận đấu bóng đá giao hữu quốc tế khác giữa Hoa Kỳ và Brasil vào ngày 10 tháng 8 năm 2010. Brasil đã thắng 2–0 trước 77.223 khán giả gần như lấp đầy sân vận động; trận đấu được diễn ra trên một sân cỏ tạm thời. Sân vận động tổ chức một trận giao hữu quốc tế khác, giữa Hoa Kỳ và Argentina vào ngày 26 tháng 3 năm 2011, kết thúc với tỷ số hòa 1–1 và được diễn ra trước 78.926 khán giả lấp đầy sân vận động. Một trận đấu giao hữu khác để chuẩn bị cho Giải vô địch bóng đá thế giới 2014 đã diễn ra vào ngày 14 tháng 11 năm 2012 giữa Colombia và Brasil, với Brasil đóng vai trò là đội địa phương mặc dù có nhiều cổ động viên Colombia hơn.
Vào ngày 15 tháng 11 năm 2013, Argentina và Ecuador đã chơi một trận giao hữu quốc tế với tỷ số hòa 0–0.
Vào ngày 9 tháng 9 năm 2014, sân vận động đã tổ chức trận giao hữu quốc tế giữa Brasil và Ecuador với chiến thắng 1–0 của Brasil.
Vào ngày 31 tháng 3 năm 2015, sân vận động đã tổ chức trận tái đấu giao hữu quốc tế giữa Argentina và Ecuador với Argentina thắng 2–1 trước 48.000 người hâm mộ.
Vào ngày 26 tháng 6 năm 2016, sân vận động đã tổ chức trận chung kết Cúp bóng đá toàn châu Mỹ 2016 — một phiên bản đặc biệt của giải Cúp bóng đá Nam Mỹ do Hoa Kỳ tổ chức do CONCACAF đồng tổ chức, đánh dấu 100 năm thành lập liên đoàn bóng đá Nam Mỹ CONMEBOL. Sau khi hòa 0–0 sau hiệp phụ, Chile đánh bại Argentina 4–2 trên chấm luân lưu để giành chức vô địch giải đấu.
Vào ngày 3 tháng 8 năm 2016, sân vận động MetLife đã tổ chức trận đấu International Champions Cup 2016 giữa Real Madrid và F.C. Bayern München. Real Madrid thắng trận đấu với tỷ số 1–0. Vào ngày 22 tháng 7 năm 2017, một trận đấu của International Champions Cup 2017 đã diễn ra giữa FC Barcelona và Juventus. Barcelona đã giành chiến thắng với tỷ số 2–1 trước 82.104 người hâm mộ.Tại North America Super Cup năm 2016 đã diễn ra trận đấu giữa AS Roma và Juventus,Juventus thắng trận đấu với tỉ số 2-0 giúp Juventus vô địch tại SVĐ Metlife Sân vận động MetLife đã tổ chức hai trận đấu trong khuôn khổ International Champions Cup 2018. Trận đấu đầu tiên vào ngày 25 tháng 7 năm 2018 giữa Manchester City F.C. và Liverpool F.C., kết thúc với tỷ số 2–1 nghiêng về Liverpool, và trận đấu thứ hai vào ngày 7 tháng 8 năm 2018 giữa Real Madrid C.F. và A.S. Roma, cũng kết thúc với chiến thắng 2–1 cho Real Madrid. Vào ngày 29 tháng 7 năm 2019, trong khuôn khổ International Champions Cup 2019, sân đã tổ chức trận derby Madrid đầu tiên được tổ chức bên ngoài châu Âu giữa Real Madrid và Atlético Madrid, trận đấu mà Atlético đã giành chiến thắng với tỷ số 7–3.
Vào ngày 7 tháng 9 năm 2018, sân vận động đã tổ chức trận đấu giao hữu quốc tế giữa Hoa Kỳ và Brasil trong khuôn khổ "Kickoff Series" của U.S. Soccer, mà Brasil đã giành chiến thắng với tỷ số 2–0 với các bàn thắng của Roberto Firmino và Neymar. Vào ngày 11 tháng 9 năm 2018, sân đã tổ chức trận đấu giao hữu quốc tế giữa Colombia và Argentina.

### Bóng bầu dục đại học
Vào ngày 16 tháng 10 năm 2010, Rutgers tổ chức trận đấu với Army trong trận đấu bóng bầu dục đại học đầu tiên được diễn ra tại sân vận động mới, với đội Scarlet Knights đánh bại Black Knights trong hiệp phụ với tỷ số 23–20. Trong hiệp hai của trận đấu, cầu thủ Eric LeGrand của Rutgers đã bị chấn thương trong một trận đấu của đội đặc biệt, bảo vệ một cú đá của Rutgers, và bị liệt từ cổ trở xuống.
Đại học Syracuse đã tổ chức một số trận đấu trên sân nhà được chọn tại Sân vận động MetLife thay cho Carrier Dome. Trận đấu đầu tiên trong số những trận đấu này, có nhãn hiệu là New York's College Classic, được diễn ra vào năm 2012 trước đội khách USC Trojans, đội đã thắng 42–29. Năm 2013, đội mở đầu mùa giải trước đối thủ Penn State tại sân vận động, thua 23–17. Năm 2014, đội đã tổ chức trận đấu với Notre Dame Fighting Irish tại Sân vận động MetLife, thua 31–15. Một trận tái đấu được tổ chức vào năm 2016, một lần nữa để thua Fighting Irish 50–33.
Vào ngày 16 tháng 11 năm 2019, Sân vận động MetLife đã tổ chức trận đấu đối kháng Cortaca Jug lần thứ 61 giữa NCAA Division III Cortland Red Dragons và Ithaca Bombers. Với 45.161 người dự khán, nó đã lập kỷ lục là trận đấu có nhiều khán giả nhất trong lịch sử Division III. Trận đấu được tổ chức tại Sân vận động MetLife như một phần của lễ kỷ niệm kéo dài cả mùa kỷ niệm 150 năm thành lập bóng bầu dục đại học.

### Monster Jam
Trước khi Monster Jam bắt đầu các sự kiện tại MetLife, Meadowlands Arena trước đây đã được sử dụng cho các sự kiện.
Sự kiện Monster Jam đầu tiên tại Sân vận động MetLife là vào ngày 16 tháng 6 năm 2012. Kể từ đó, nó đã trở lại hàng năm vào ngày 15 tháng 6 năm 2013, ngày 14 tháng 6 năm 2014, ngày 13 tháng 6 năm 2015, ngày 23 tháng 4 năm 2016, ngày 17 tháng 6 năm 2017, ngày 12 tháng 5 năm. 2018 và ngày 8 tháng 6 năm 2019. Buổi trình chiếu năm 2020 đã bị hủy do đại dịch coronavirus.
Sân vận động sẽ tổ chức Chung kết thế giới Monster Jam đầu tiên, Chung kết thế giới 20. Có thông báo rằng sự kiện sẽ rời Sân vận động Sam Boyd của Las Vegas và bắt đầu một lịch trình luân phiên, bắt đầu với Sân vận động MetLife. Lịch trình luân phiên cũng sẽ chuyển sự kiện từ khi nó thường được tổ chức vào cuối tháng Ba, thay vì sang tháng Năm. Một thông báo vào ngày 20 tháng 3 năm 2018, sau đó đã xác nhận rằng ngày và địa điểm sẽ thay đổi theo lịch trình thay đổi.

### Buổi hòa nhạc
| Ngày                | Nghệ sĩ chính | Nghệ sĩ mở màn/Khách mời | Tên chuyến lưu diễn/buổi hòa nhạc                         | Vé đã bán/có sẵn                                           | Doanh thu gộp                                 | Ghi chú |
| ------------------- | --- | --- | --------------------------------------------------------- | ---------------------------------------------------------- | --------------------------------------------- | --- |
| 26 tháng 5 năm 2010 | Bon Jovi | Train | The Circle Tour                                           | 206.099 / 206.099 (100%) (với chương trình ngày 9 tháng 7) | $21.386.437 (với chương trình ngày 9 tháng 7) | [ 78 ] |
| 27 tháng 5 năm 2010 | Bon Jovi | Gavin DeGraw | The Circle Tour                                           | 206.099 / 206.099 (100%) (với chương trình ngày 9 tháng 7) | $21.386.437 (với chương trình ngày 9 tháng 7) | [ 78 ] |
| 29 tháng 5 năm 2010 | Bon Jovi | OneRepublic | The Circle Tour                                           | 206.099 / 206.099 (100%) (với chương trình ngày 9 tháng 7) | $21.386.437 (với chương trình ngày 9 tháng 7) | [ 78 ] |
| 6 tháng 6 năm 2010  | Người biểu diễn - Drake - Trey Songz - Ludacris - Juelz Santana - Nicki Minaj - Fabolous - Talib Kweli & Hi-Tek - DJ Khaled - Usher - Gucci Mane                    | Khách mời - Waka Flocka Flame - Lloyd Banks - J. Cole - Estelle - Red Cafe - Maino - Birdman - Gyptian - Cassie - T-Pain - Cam'ron - Busta Rhymes - Rick Ross - Fat Joe                                                 | Summer Jam 2010                                           | 49.048 / 49.048 (100%)                                     | $4.308.316                                    | |
| 10 tháng 6 năm 2010 | Eagles | Dixie Chicks Keith Urban | Long Road Out of Eden Tour                                | 31.482 / 33.564 (94%)                                      | $3.390.308                                    | |
| 9 tháng 7 năm 2010  | Bon Jovi | Kid Rock | The Circle Tour                                           | (xem ở trên)                                               | (xem ở trên)                                  | |
| 5 tháng 6 năm 2011  | Người biểu diễn - Lil Wayne - Drake - Birdman - Young Money - Chris Brown - The Diplomats - Rick Ross - Fabolous - Wiz Khalifa - Lloyd Banks - Waka Flocka Flame    | Khách mời - Busta Rhymes - Drake - DJ Khaled - Wale - Meek Mill - P. Diddy - French Montana | Summer Jam 2011                                           | 45.633 / 45.633 (100%)                                     | $4.791.268                                    | |
| 20 tháng 7 năm 2011 | U2 | Interpol | U2 360° Tour                                              | 88.491 / 88.491 (100%)                                     | $8.927.150                                    | |
| 13 tháng 8 năm 2011 | Kenny Chesney Zac Brown Band | Billy Currington Uncle Kracker | Goin' Coastal Tour                                        | 55.239 / 55.239 (100%)                                     | $5.058.534                                    | |
| 18 tháng 5 năm 2012 | Người biểu diễn - Armin van Buuren - Chase & Status - Fatboy Slim - Fedde le Grand - Madeon - Cosmic Gate - Funkagenda                                              | — | Electric Daisy Carnival New York 2012                     | 100.000 / 110.000 (91%)                                    | $7.294.307                                    | [ 84 ] [ 85 ] |
| 19 tháng 5 năm 2012 | Người biểu diễn - Avicii - Sebastian Ingrosso - Calvin Harris - Alesso - Cazzette - Chris Lake - Michael Woods - EDX                                                | — | Electric Daisy Carnival New York 2012                     | 100.000 / 110.000 (91%)                                    | $7.294.307                                    | [ 84 ] [ 85 ] |
| 20 tháng 5 năm 2012 | Người biểu diễn - Afrojack - Bassnectar - Dirty South - Chuckie - Sunnery James & Ryan Marciano - Manufactured Superstars - Jidax - The M Machine                   | — | Electric Daisy Carnival New York 2012                     | 100.000 / 110.000 (91%)                                    | $7.294.307                                    | [ 84 ] [ 85 ] |
| 3 tháng 6 năm 2012  | Người biểu diễn - Waka Flocka Flame - French Montana - Maino - Tyga - 2 Chainz - Young Jeezy - J. Cole - Wale - Meek Mill - Trey Songz - Big Sean - Rick Ross - Nas | Khách mời - Ne-Yo - T.I. - Pusha T - Mase - Lauryn Hill - Wu-Tang Clan | Summer Jam 2012                                           | 42.696 / 42.696 (100%)                                     | $4.597.632                                    | |
| 11 tháng 8 năm 2012 | Kenny Chesney Tim McGraw | Grace Potter and the Nocturnals Jake Owen | Brothers of the Sun Tour                                  | 56.285 / 56.285 (100%)                                     | $5.523.669                                    | |
| 19 tháng 9 năm 2012 | Bruce Springsteen và E Street Band | — | Wrecking Ball World Tour                                  | 152.290 / 159.000 (95%)                                    | $14.409.760                                   | Vini "Mad Dog" Lopez là khách mời đặc biệt trong chương trình đầu tiên và Gary U.S. Bonds à khách mời đặc biệt trong chương trình thứ hai và thứ ba. Buổi biểu diễn thứ ba (và cũng là buổi biểu diễn cuối cùng) đã bị hoãn trong hai giờ do một cơn giông bão mạnh. Chương trình cuối cùng đã được tiến hành vào khoảng 10:30 tối, khiến người hâm mộ phải hát "Happy Birthday" cho Springsteen vào lúc nửa đêm để kỷ niệm sinh nhật lần thứ 63 của ông. Cuối chương trình, Springsteen được tặng một chiếc bánh sinh nhật hình cây đàn guitar trên sân khấu. Buổi hòa nhạc được phát hành dưới dạng album trực tiếp vào tháng 6 năm 2019. |
| 21 tháng 9 năm 2012 | Bruce Springsteen và E Street Band | — | Wrecking Ball World Tour                                  | 152.290 / 159.000 (95%)                                    | $14.409.760                                   | Vini "Mad Dog" Lopez là khách mời đặc biệt trong chương trình đầu tiên và Gary U.S. Bonds à khách mời đặc biệt trong chương trình thứ hai và thứ ba. Buổi biểu diễn thứ ba (và cũng là buổi biểu diễn cuối cùng) đã bị hoãn trong hai giờ do một cơn giông bão mạnh. Chương trình cuối cùng đã được tiến hành vào khoảng 10:30 tối, khiến người hâm mộ phải hát "Happy Birthday" cho Springsteen vào lúc nửa đêm để kỷ niệm sinh nhật lần thứ 63 của ông. Cuối chương trình, Springsteen được tặng một chiếc bánh sinh nhật hình cây đàn guitar trên sân khấu. Buổi hòa nhạc được phát hành dưới dạng album trực tiếp vào tháng 6 năm 2019. |
| 22 tháng 9 năm 2012 | Bruce Springsteen và E Street Band | — | Wrecking Ball World Tour                                  | 152.290 / 159.000 (95%)                                    | $14.409.760                                   | Vini "Mad Dog" Lopez là khách mời đặc biệt trong chương trình đầu tiên và Gary U.S. Bonds à khách mời đặc biệt trong chương trình thứ hai và thứ ba. Buổi biểu diễn thứ ba (và cũng là buổi biểu diễn cuối cùng) đã bị hoãn trong hai giờ do một cơn giông bão mạnh. Chương trình cuối cùng đã được tiến hành vào khoảng 10:30 tối, khiến người hâm mộ phải hát "Happy Birthday" cho Springsteen vào lúc nửa đêm để kỷ niệm sinh nhật lần thứ 63 của ông. Cuối chương trình, Springsteen được tặng một chiếc bánh sinh nhật hình cây đàn guitar trên sân khấu. Buổi hòa nhạc được phát hành dưới dạng album trực tiếp vào tháng 6 năm 2019. |
| 2 tháng 6 năm 2013  | Người biểu diễn - Wu-Tang Clan - Kendrick Lamar - ASAP Rocky - Miguel - Chris Brown - 2 Chainz - French Montana - Wale - Fabolous - Joe Budden                      | Khách mời - Mariah Carey - Nicki Minaj - Meek Mill - Rick Ross - Lil Wayne - Lil' Kim - Joell Ortiz - Schoolboy Q - Jay Rock - Ab-Soul - Papoose - Bone Thugs-n-Harmony - Trinidad James - Ace Hood - DJ Khaled - Tank  | Summer Jam 2013                                           | 41.598 / 41.598 (100%)                                     | $3.793.412                                    | [ 92 ] [ 93 ] |
| 13 tháng 7 năm 2013 | Taylor Swift | Ed Sheeran Austin Mahone Joel Crouse | The Red Tour                                              | 52.399 / 52.399 (100%)                                     | $4.670.011                                    | Patrick Stump của Fall Out Boy là khách mời đặc biệt. |
| 25 tháng 7 năm 2013 | Bon Jovi | The J. Geils Band | Because We Can                                            | 95.991 / 95.991 (100%)                                     | $9,594,635                                    | |
| 27 tháng 7 năm 2013 | Bon Jovi | The J. Geils Band | Because We Can                                            | 95.991 / 95.991 (100%)                                     | $9,594,635                                    | |
| 10 tháng 8 năm 2013 | Kenny Chesney Eric Church | Eli Young Band Kacey Musgraves | No Shoes Nation Tour                                      | 53.416 / 53.416 (100%)                                     | $4.849.247                                    | |
| 11 tháng 7 năm 2014 | Beyoncé Jay-Z | — | On the Run Tour                                           | 89.165 / 89.165 (100%)                                     | $11.544.187                                   | [ 99 ] [ 100 ] [ 101 ] |
| 12 tháng 7 năm 2014 | Beyoncé Jay-Z | — | On the Run Tour                                           | 89.165 / 89.165 (100%)                                     | $11.544.187                                   | [ 99 ] [ 100 ] [ 101 ] |
| 4 tháng 8 năm 2014  | One Direction | 5 Seconds of Summer | Where We Are Tour                                         | 139.247 / 139.247 (100%)                                   | $12.345.803                                   | |
| 5 tháng 8 năm 2014  | One Direction | 5 Seconds of Summer | Where We Are Tour                                         | 139.247 / 139.247 (100%)                                   | $12.345.803                                   | |
| 16 tháng 8 năm 2014 | Eminem Rihanna | — | The Monster Tour                                          | 100.420 / 100.420 (100%)                                   | $12.358.850                                   | Cả hai chương trình đều là chương trình có doanh thu phòng vé cao thứ 6 trong năm. |
| 17 tháng 8 năm 2014 | Eminem Rihanna | — | The Monster Tour                                          | 100.420 / 100.420 (100%)                                   | $12.358.850                                   | Cả hai chương trình đều là chương trình có doanh thu phòng vé cao thứ 6 trong năm. |
| 10 tháng 7 năm 2015 | Taylor Swift | Vance Joy Shawn Mendes HAIM | The 1989 World Tour                                       | 110.105 / 110.105 (100%)                                   | $13.423.858                                   | The Weeknd; Heidi Klum và đội tuyển bóng đá nữ quốc gia Hoa Kỳ; Lily Aldridge, Lena Dunham, Gigi Hadid và Hailee Steinfeld à những khách mời đặc biệt trong buổi trình diễn đầu tiên. Nick Jonas; Gigi Hadid, Martha Hunt, Lily Aldridge, Candice Swanepoel, Behati Prinsloo, Karlie Kloss, và Uzo Aduba là những khách mời đặc biệt tại buổi trình diễn thứ hai. |
| 11 tháng 7 năm 2015 | Taylor Swift | Vance Joy Shawn Mendes HAIM | The 1989 World Tour                                       | 110.105 / 110.105 (100%)                                   | $13.423.858                                   | The Weeknd; Heidi Klum và đội tuyển bóng đá nữ quốc gia Hoa Kỳ; Lily Aldridge, Lena Dunham, Gigi Hadid và Hailee Steinfeld à những khách mời đặc biệt trong buổi trình diễn đầu tiên. Nick Jonas; Gigi Hadid, Martha Hunt, Lily Aldridge, Candice Swanepoel, Behati Prinsloo, Karlie Kloss, và Uzo Aduba là những khách mời đặc biệt tại buổi trình diễn thứ hai. |
| 5 tháng 8 năm 2015  | One Direction | Icona Pop | On The Road Again Tour                                    | 56.159 / 56.159 (100%)                                     | $5.156.858                                    | |
| 15 tháng 8 năm 2015 | Kenny Chesney Jason Aldean | Brantley Gilbert Cole Swindell Old Dominion | The Big Revival Tour (Chesney) Burn It Down Tour (Aldean) | 58.642 / 58.642 (100%)                                     | $6.067.017                                    | |
| 26 tháng 8 năm 2015 | AC/DC | Vintage Trouble | Rock or Bust World Tour                                   | 48.881 / 50.000 (98%)                                      | $4.492.251                                    | |
| 16 tháng 7 năm 2016 | Coldplay | Alessia Cara Foxes | A Head Full of Dreams Tour                                | 100.763 / 100.763 (100%)                                   | $10.749.394                                   | [ 106 ] |
| 17 tháng 7 năm 2016 | Coldplay | Alessia Cara Foxes | A Head Full of Dreams Tour                                | 100.763 / 100.763 (100%)                                   | $10.749.394                                   | [ 106 ] |
| 23 tháng 7 năm 2016 | Guns N' Roses | Lenny Kravitz | Not in This Lifetime... Tour                              | 100.177 / 100.177 (100%)                                   | $11.687.391                                   | |
| 24 tháng 7 năm 2016 | Guns N' Roses | Lenny Kravitz | Not in This Lifetime... Tour                              | 100.177 / 100.177 (100%)                                   | $11.687.391                                   | |
| 7 tháng 8 năm 2016  | Paul McCartney | — | One on One                                                | 52.465 / 52.465 (100%)                                     | $7.808.072                                    | |
| 20 tháng 8 năm 2016 | Kenny Chesney | Miranda Lambert Sam Hunt Old Dominion | Spread the Love Tour                                      | 56.292 / 56.292 (100%)                                     | $5.736.232                                    | |
| 23 tháng 8 năm 2016 | Bruce Springsteen và E Street Band | — | The River Tour 2016                                       | 153.930 / 153.930 (100%)                                   | $18.239.039                                   | Buổi biểu diễn đầu tiên kéo dài 3 giờ 52 phút, đây là buổi biểu diễn dài nhất từ trước đến nay của anh tại Hoa Kỳ và là buổi diễn dài thứ ba trong sự nghiệp của anh. Buổi biểu diễn thứ hai kéo dài 3 giờ 59 phút, vượt qua chương trình trước đó trong đó Tom Morello là khách mời đặc biệt. Buổi biểu diễn thứ ba và cũng là buổi biểu diễn cuối cùng kéo dài 4 giờ 1 phút, trong đó Rickie Lee Jones là khách mời đặc biệt. |
| 25 tháng 8 năm 2016 | Bruce Springsteen và E Street Band | — | The River Tour 2016                                       | 153.930 / 153.930 (100%)                                   | $18.239.039                                   | Buổi biểu diễn đầu tiên kéo dài 3 giờ 52 phút, đây là buổi biểu diễn dài nhất từ trước đến nay của anh tại Hoa Kỳ và là buổi diễn dài thứ ba trong sự nghiệp của anh. Buổi biểu diễn thứ hai kéo dài 3 giờ 59 phút, vượt qua chương trình trước đó trong đó Tom Morello là khách mời đặc biệt. Buổi biểu diễn thứ ba và cũng là buổi biểu diễn cuối cùng kéo dài 4 giờ 1 phút, trong đó Rickie Lee Jones là khách mời đặc biệt. |
| 30 tháng 8 năm 2016 | Bruce Springsteen và E Street Band | — | The River Tour 2016                                       | 153.930 / 153.930 (100%)                                   | $18.239.039                                   | Buổi biểu diễn đầu tiên kéo dài 3 giờ 52 phút, đây là buổi biểu diễn dài nhất từ trước đến nay của anh tại Hoa Kỳ và là buổi diễn dài thứ ba trong sự nghiệp của anh. Buổi biểu diễn thứ hai kéo dài 3 giờ 59 phút, vượt qua chương trình trước đó trong đó Tom Morello là khách mời đặc biệt. Buổi biểu diễn thứ ba và cũng là buổi biểu diễn cuối cùng kéo dài 4 giờ 1 phút, trong đó Rickie Lee Jones là khách mời đặc biệt. |
| 7 tháng 10 năm 2016 | Beyoncé | DJ Khaled | The Formation World Tour                                  | 50.703 / 50.703 (100%)                                     | $6.064.625                                    | Buổi hòa nhạc này ban đầu dự kiến diễn ra vào ngày 7 tháng 9 năm 2016, nhưng đã bị dời lại do chỉ định của bác sĩ về việc nghỉ ngơi thanh nhạc. Serena Williams, Jay-Z và Kendrick Lamar là những khách mời đặc biệt. Beyoncé cũng thêm "6 Inch" vào danh sách thiết lập. |
| 14 tháng 5 năm 2017 | Metallica | Avenged Sevenfold Volbeat | WorldWired Tour                                           | 46.941 / 49.155 (95%)                                      | $5.955.038                                    | |
| 28 tháng 6 năm 2017 | U2 | The Lumineers | The Joshua Tree Tour 2017                                 | 110.642 / 110.642 (100%)                                   | $14,568,805                                   | |
| 29 tháng 6 năm 2017 | U2 | The Lumineers | The Joshua Tree Tour 2017                                 | 110.642 / 110.642 (100%)                                   | $14,568,805                                   | |
| 1 tháng 8 năm 2017  | Coldplay | AlunaGeorge Izzy Bizu | A Head Full of Dreams Tour                                | 54.501 / 54.501 (100%)                                     | $7.861.460                                    | |
| 2 tháng 6 năm 2018  | Luke Bryan | Sam Hunt John Pardi Morgan Wallen | What Makes You Country Tour                               | —                                                          | —                                             | |
| 20 tháng 7 năm 2018 | Taylor Swift | Camila Cabello Charli XCX | Taylor Swift's Reputation Stadium Tour                    | 165.564 / 165.564 (100%)                                   | $22.031.386                                   | Swift trở thành nữ nghệ sĩ đầu tiên trong lịch sử đứng đầu và bán hết vé ba buổi diễn liên tiếp tại sân vận động. Trong chương trình thứ hai, Swift đã biểu diễn "Clean" trước phần "Long Live" / "New Year Day". Trong chương trình thứ ba, Swift biểu diễn "So It Goes..." thay cho "Dancing with Our Hands Tied". |
| 21 tháng 7 năm 2018 | Taylor Swift | Camila Cabello Charli XCX | Taylor Swift's Reputation Stadium Tour                    | 165.564 / 165.564 (100%)                                   | $22.031.386                                   | Swift trở thành nữ nghệ sĩ đầu tiên trong lịch sử đứng đầu và bán hết vé ba buổi diễn liên tiếp tại sân vận động. Trong chương trình thứ hai, Swift đã biểu diễn "Clean" trước phần "Long Live" / "New Year Day". Trong chương trình thứ ba, Swift biểu diễn "So It Goes..." thay cho "Dancing with Our Hands Tied". |
| 22 tháng 7 năm 2018 | Taylor Swift | Camila Cabello Charli XCX | Taylor Swift's Reputation Stadium Tour                    | 165.564 / 165.564 (100%)                                   | $22.031.386                                   | Swift trở thành nữ nghệ sĩ đầu tiên trong lịch sử đứng đầu và bán hết vé ba buổi diễn liên tiếp tại sân vận động. Trong chương trình thứ hai, Swift đã biểu diễn "Clean" trước phần "Long Live" / "New Year Day". Trong chương trình thứ ba, Swift biểu diễn "So It Goes..." thay cho "Dancing with Our Hands Tied". |
| 2 tháng 8 năm 2018  | Beyoncé Jay-Z | Chloe X Halle và DJ Khaled | On the Run II Tour                                        | 99.755 / 99.755 (100%)                                     | $13.886.416                                   | Khi bắt đầu buổi biểu diễn đầu tiên, toàn bộ sân vận động đã được sơ tán do một cơn giông bão gần đó. Thời gian bắt đầu chương trình đã bị hoãn lại đến 11:30 tối và chương trình kết thúc vào lúc 1:30 sáng. Trong chương trình thứ hai, "Nice" đã được thêm vào danh sách thiết lập. |
| 3 tháng 8 năm 2018  | Beyoncé Jay-Z | Chloe X Halle và DJ Khaled | On the Run II Tour                                        | 99.755 / 99.755 (100%)                                     | $13.886.416                                   | Khi bắt đầu buổi biểu diễn đầu tiên, toàn bộ sân vận động đã được sơ tán do một cơn giông bão gần đó. Thời gian bắt đầu chương trình đã bị hoãn lại đến 11:30 tối và chương trình kết thúc vào lúc 1:30 sáng. Trong chương trình thứ hai, "Nice" đã được thêm vào danh sách thiết lập. |
| 18 tháng 8 năm 2018 | Kenny Chesney | Thomas Rhett Old Dominion Brandon Lay | Trip Around The Sun Tour                                  | —                                                          | —                                             | |
| 21 tháng 9 năm 2018 | Ed Sheeran | Snow Patrol Anne-Marie | ÷ Tour                                                    | 107.500 / 107.500 (100%)                                   | $11.220.207                                   | |
| 22 tháng 9 năm 2018 | Ed Sheeran | Snow Patrol Anne-Marie | ÷ Tour                                                    | 107.500 / 107.500 (100%)                                   | $11.220.207                                   | |
| 18 tháng 5 năm 2019 | BTS | — | Love Yourself World Tour                                  | 98.574 / 98.574 (100%)                                     | $14.050.410                                   | BTS đã trở thành nghệ sĩ Hàn Quốc đầu tiên biểu diễn tại sân vận động. |
| 19 tháng 5 năm 2019 | BTS | — | Love Yourself World Tour                                  | 98.574 / 98.574 (100%)                                     | $14.050.410                                   | BTS đã trở thành nghệ sĩ Hàn Quốc đầu tiên biểu diễn tại sân vận động. |
| 1 tháng 8 năm 2019  | The Rolling Stones | The Wombats | No Filter Tour                                            | 104.964 / 104.964 (100%)                                   | $25.510.438                                   | Các buổi hòa nhạc này ban đầu dự kiến diễn ra vào ngày 13 và 17 tháng 6 năm 2019 nhưng đã bị hoãn lại do Mick Jagger đang hồi phục sau thủ thuật tim. |
| 5 tháng 8 năm 2019  | The Rolling Stones | Lukas Nelson & Promise of the Real | No Filter Tour                                            | 104.964 / 104.964 (100%)                                   | $25.510.438                                   | Các buổi hòa nhạc này ban đầu dự kiến diễn ra vào ngày 13 và 17 tháng 6 năm 2019 nhưng đã bị hoãn lại do Mick Jagger đang hồi phục sau thủ thuật tim. |
| 21 tháng 9 năm 2019 | Romeo Santos | Khách mời - Aventura - Raulin Rodriguez - Kiko Rodriguez - Ozuna - Wisin Y Yandel - Zacarias Ferreira - Luis Vargas - El Chaval de la Bachata - Frank Reyes - Joe Veras - Monchy & Alexandra - Elvis Martinez - Cardi B | Utopia Concert                                            | 60.000 / 60.000 (100%)                                     | $9.003.680                                    | Nghệ sĩ Latinh đầu tiên từng biểu diễn ở sân vận động này với tư cách là người đứng đầu. |
| TBA                 | BTS | — | Map of the Soul Tour                                      |                                                            |                                               | |
| TBA                 | BTS | — | Map of the Soul Tour                                      |                                                            |                                               | |
| 5 tháng 8 năm 2021  | Guns N' Roses | The Smashing Pumpkins | 2020 Tour                                                 |                                                            |                                               | Dự kiến ban đầu vào ngày 18 tháng 7 năm 2020; Bị hoãn lại do đại dịch |
| TBA                 | Justin Bieber | Kehlani Jaden Smith | Changes Tour                                              |                                                            |                                               | |
| 19 tháng 8 năm 2021 | Lady Gaga | — | The Chromatica Ball                                       |                                                            |                                               | Dự kiến ban đầu vào ngày 19 tháng 8 năm 2020; Bị hoãn lại do đại dịch |
| 21 tháng 8 năm 2021 | Kenny Chesney | Florida Georgia Line Michael Franti Spearhead | Chillaxification Tour                                     |                                                            |                                               | Dự kiến ban đầu vào ngày 22 tháng 8 năm 2020; Bị hoãn lại do đại dịch |
| 10 tháng 9 năm 2021 | Rammstein | | Rammstein Stadium Tour                                    |                                                            |                                               | Dự kiến ban đầu vào ngày 10 tháng 9 năm 2020; Bị hoãn lại do đại dịch |
| 11 tháng 8 năm 2023 | Blackpink | — | Born Pink World Tour                                      | 96,570 / 96,570 (100%)                                     | $17,506,005                                   | |
| 12 tháng 8 năm 2023 | Blackpink | — | Born Pink World Tour                                      | 96,570 / 96,570 (100%)                                     | $17,506,005                                   | |

### Các sự kiện khác
Sân vận động đã tổ chức Siyum HaShas lần thứ 12, một lễ kỷ niệm việc hoàn thành Talmud thông qua chương trình nghiên cứu Daf Yomi 7 1⁄2 năm, vào ngày 1 tháng 8 năm 2012. Với 93.000 chỗ ngồi, đây là lượng khán giả cao nhất trong lịch sử của sân vận động, do chỗ ngồi trên sân và vé đã bán hết. Siyum là sự kiện an ninh cấp hai của Bộ An ninh Nội địa, là sự kiện quan trọng nhất trong chuyến thăm của tổng thống. Vào ngày 1 tháng 1 năm 2020, sân đã tổ chức Siyum HaShas lần thứ 13.
Kể từ năm 2012, sân vận động đã là địa điểm chính của lễ hội âm nhạc điện tử kéo dài hai ngày. Điểm dừng chân của Electric Daisy Carnival ở Vùng đô thị New York mang đến những nghệ sĩ điện tử bao gồm Armin van Buuren, Hardwell, Porter Robinson và Tiësto.
Vào ngày 14 và 15 tháng 7 năm 2017, sân vận động lần đầu tiên tổ chức Giải thưởng Viện hàn lâm điện ảnh Ấn Độ quốc tế lần thứ 18, giải Oscar của Bollywood.
Vào ngày 16 tháng 1 năm 2018, sân vận động đã tổ chức trận bóng khai mạc cho Thống đốc New Jersey Phil Murphy mới được bầu.